# Janez Brajkovič
Janez Brajkovič (Metlika, 18 december 1983) is een Sloveens wielrenner die anno 2018 rijdt voor Adria Mobil. Hij nam eenmaal deel aan de Olympische Spelen, maar won bij die gelegenheid geen medailles.
Brajkovič is een tijdritspecialist en kan behoorlijk goed klimmen. Hij werd gezien als een van de grootste talenten van zijn generatie.

## Carrière
Voordat Brajkovič prof werd, werd hij in 2004 in Verona wereldkampioen tijdrijden bij de beloften. Hij versloeg favoriet Thomas Dekker met achttien seconden.
Zijn doorbraak bij het grote publiek kwam in de Ronde van Spanje 2006, waar hij twee dagen de leiderstrui droeg. In 2007 won hij de Ronde van Georgia. Behoorlijk indrukwekkend was ook zijn overwinning voor Team RadioShack in het Critérium du Dauphiné in juni 2010, waar hij in het eindklassement Alberto Contador achter zich hield. In de Tour van 2011 moest hij in de vijfde etappe opgeven door een heftige val.
Na van 2005 tot en met 2014 bij een ploeg op het hoogste niveau te hebben gereden, moest Brajkovič in 2015 vanwege uitblijvende resultaten noodgedwongen op zoek naar een andere ploeg. Hij tekende een contract voor twee seizoenen bij het Amerikaanse ProContinentale team UnitedHealthcare.
Na één seizoen bij het nieuw opgerichte Bahrain-Merida deed Brajkovič in 2018 een stap terug: hij tekende een contract bij Adria Mobil.

## Belangrijkste overwinningen
2004
 Sloveens kampioen tijdrijden, Beloften
 Sloveens kampioen op de weg, Beloften
 Wereldkampioen tijdrijden, Beloften
Trofeo Banca Popolare di Vicenza
4e etappe deel A GP Tell
2005
Jongerenklassement Ronde van Slovenië
3e etappe Jadranska Magistrala
 Wereldkampioen tijdrijden, Militairen
2006
 Wereldkampioen tijdrijden, Militairen
2007
Eind- en jongerenklassement Ronde van Georgia
2008
 Wereldkampioen tijdrijden, Militairen
2009
 Sloveens kampioen tijdrijden, Elite
2010
3e etappe Critérium du Dauphiné (individuele tijdrit)
Eindklassement Critérium du Dauphiné
2011
 Sloveens kampioen tijdrijden, Elite
2012
3e etappe Ronde van Catalonië
Eindklassement Ronde van Slovenië
2013
1e etappe Ronde van Spanje (ploegentijdrit)

## Resultaten in voornaamste wedstrijden
| Jaar | Ronde van Italië | Ronde van Frankrijk | Ronde van Spanje |
| ---- | ---------------- | ------------------- | ---------------- |
| 2005 |                  |                     |                  |
| 2006 |                  |                     | 30e              |
| 2007 |                  |                     | opgave           |
| 2008 |                  |                     |                  |
| 2009 | 14e              |                     |                  |
| 2010 |                  | 43e                 |                  |
| 2011 |                  | opgave              | 22e              |
| 2012 |                  | 9e                  |                  |
| 2013 |                  | opgave              | 26e              |
| 2014 | opgave           |                     |                  |
| 2015 |                  |                     |                  |
| 2016 |                  |                     |                  |
| 2017 |                  | 45e                 |                  |
| 2018 |                  |                     |                  |
| 2019 |                  |                     |                  |
| 2020 |                  |                     |                  |

| Jaar | Luik-Bast.‑Luik | Ronde van Lombardije | Waalse Pijl | Clásica San Sebastián |  | WK op de weg |  | Wereldranglijsten |
| ---- | --------------- | -------------------- | ----------- | --------------------- |  | ------------ |  | ----------------- |
| 2005 |                 | opgave               |             |                       |  | 11e          |  |                   |
| 2006 |                 | opgave               |             |                       |  | 108e         |  | 47e (UPT)         |
| 2007 |                 |                      |             | 61e                   |  |              |  | 81e (UPT)         |
| 2008 |                 | ↑                    |             |                       |  | 48e          |  | 19e (UPT)         |
| 2009 |                 | 22e                  |             | 14e                   |  | 35e          |  | 176e (UWK)        |
| 2010 |                 | opgave               |             |                       |  | 22e          |  | 26e (UWK)         |
| 2011 | 23e             | 32e                  | 41e         |                       |  | 50e          |  | 67e (UWT)         |
| 2012 |                 | opgave               |             |                       |  | opgave       |  | 49e (UWT)         |
| 2013 |                 |                      |             |                       |  | opgave       |  |                   |
| 2014 |                 | 37e                  |             |                       |  |              |  |                   |
| 2015 |                 | opgave               |             |                       |  |              |  |                   |
| 2016 |                 |                      |             |                       |  |              |  |                   |
| 2017 |                 | opgave               |             |                       |  |              |  |                   |
| 2018 |                 |                      |             |                       |  |              |  |                   |
| 2019 |                 |                      |             |                       |  |              |  |                   |
| 2020 |                 |                      |             |                       |  | opgave       |  |                   |

## Ploegen
- 2005 –  KRKA-Adria Mobil (tot 24-7)
- 2005 –  Discovery Channel (vanaf 25-7)
- 2006 –  Discovery Channel
- 2007 –  Discovery Channel
- 2008 –  Astana
- 2009 –  Astana
- 2010 –  Team RadioShack
- 2011 –  Team RadioShack
- 2012 –  Astana Pro Team
- 2013 –  Astana Pro Team
- 2014 –  Astana Pro Team
- 2015 –  UnitedHealthcare Pro Cycling Team
- 2016 –  UnitedHealthcare Pro Cycling Team
- 2017 –  Bahrain-Merida
- 2018 –  Adria Mobil